# Pedanius Dioscorides

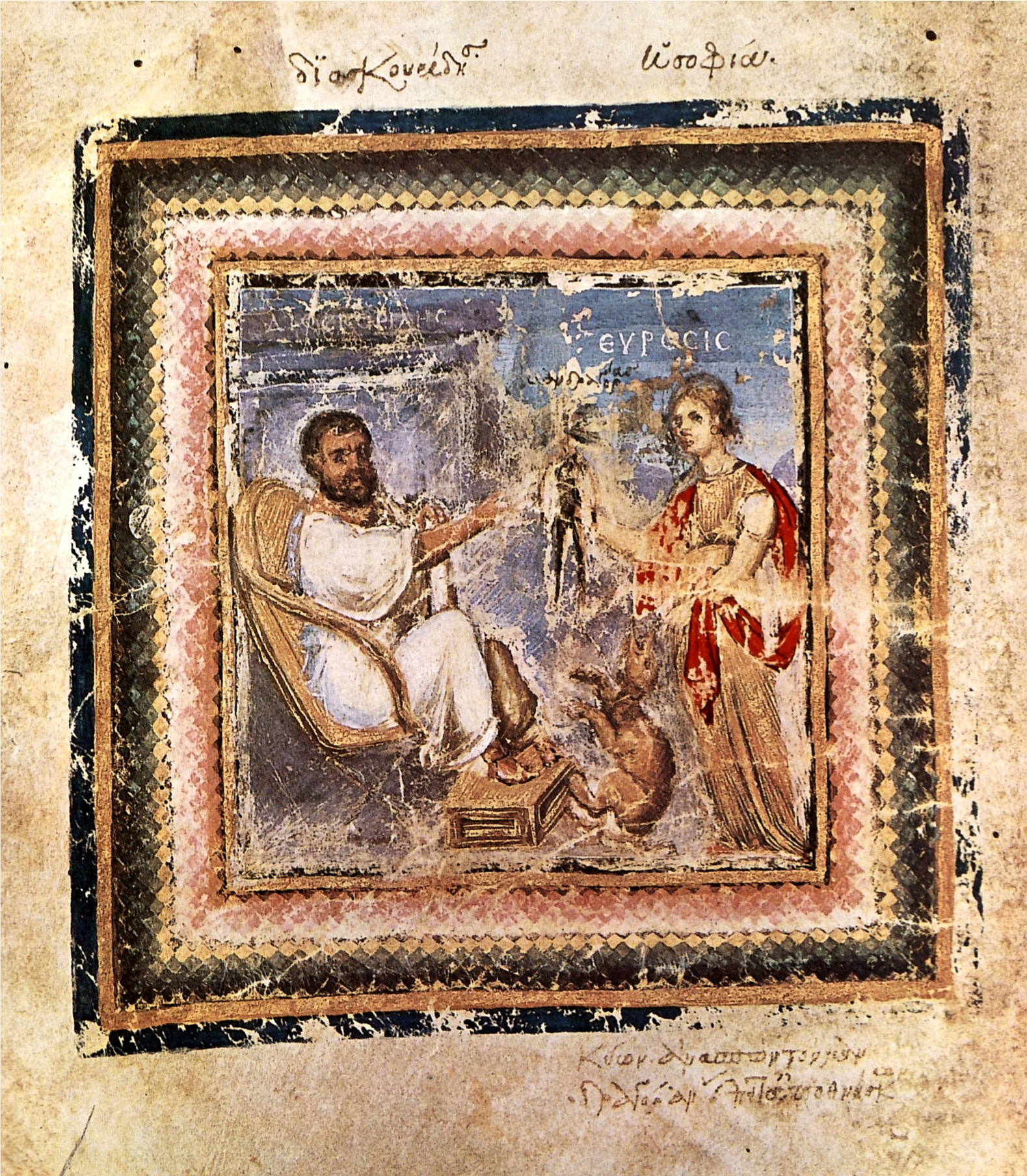
Heuresis overhandigt Dioscorides een alruinwortel (afbeelding uit "Wiener Dioskurides" ook wel "Anicia Juliana Codex").

Pedanios Dioskorides (Oudgrieks: Πεδάνιος Διοσκουρίδης), gelatiniseerd Pedanius Dioscorides (circa 40-90 na Christus) was een Griekse arts, farmacoloog en botanicus.
Dioscorides beoefende de geneeskunst in Rome ten tijde van Nero. Hij was chirurg in het leger van de keizer, en dus had hij de kans om uitgebreid te reizen, op zoek naar geneeskrachtige stoffen (planten en mineralen) vanuit de hele Romeinse en Griekse wereld.
Twee geschriften van hem zijn bewaard. Het eerste heet Eenvoudige geneesmiddelen (Περὶ ἁπλῶν φαρμάκων) en bestond uit twee boeken. Het tweede was een vijfdelig boek getiteld Geneeskundige stoffen (Περὶ ὕλης ἰατρικῆς, beter bekend onder de Latijnse titel De materia medica). Dit werk, geschreven tussen de jaren 50 en 70, is een encyclopedie over kruidengeneeskunde en verwante geneeskrachtige stoffen (een farmacopee) die meer dan 1500 jaar lang veel gelezen en gebruikt is. Dit boek werd de voorloper van alle moderne farmacopees. Het werk werd vele eeuwen lang handmatig gereproduceerd, en werd dan vaak aangevuld met commentaar en kleine toevoegingen uit Arabische en Indiase bronnen.
In 1477 verscheen het voor het eerst in druk in Italië, en in de 16e eeuw ook in Frankrijk en de Duitse landen. Zo was het een van de weinige klassieke werken die niet werden herontdekt, omdat het al die tijd in omloop was gebleven.